# 大阪市立小路小学校
大阪市立小路小学校（おおさかしりつ しょうじしょうがっこう）は、大阪府大阪市生野区にある公立小学校。
明治時代初期に当時の東成郡大友村（町村制施行で東成郡小路村）に設置された学校を起源とする。

## 沿革
- 1873年（明治6年）11月5日 - 大阪府第五大区第七小区大友小学校として創立。
- 1887年（明治20年）4月1日 - 東成郡才進尋常小学校に改称。
- 1901年（明治34年）4月1日 - 東成郡小路尋常小学校に改称。
- 1925年（大正14年）4月1日 - 小路村が大阪市に編入したことに伴い、大阪市小路尋常小学校に改称。
- 1931年（昭和6年）4月 - 従来の校区の一部を、新設の大阪市中川尋常小学校（現在の大阪市立中川小学校）校区へ分離。
- 1933年（昭和8年）4月 - 従来の校区の一部を、大阪市鶴橋第三尋常小学校（現在の大阪市立大成小学校）校区へ分離。
- 1934年（昭和9年）9月21日 - 室戸台風の暴風雨により木造校舎が半壊[1]。
- 1939年（昭和14年）4月1日 - 大阪市東中川尋常小学校（現在の大阪市立東中川小学校）を分離。
- 1940年（昭和15年）6月1日 - 従来の校区の一部を、新設の大阪市片江尋常小学校（現在の大阪市立片江小学校）校区へ分離。
- 1941年（昭和16年）4月1日 - 国民学校令により、大阪市小路国民学校に改称。
- 1943年（昭和18年）1月15日 - 大阪市東小路国民学校（現在の大阪市立東小路小学校）を分離。
- 1944年（昭和19年）10月 - 奈良県生駒郡平群村（現在の平群町）・龍田町（現在の斑鳩町）および北葛城郡王寺町へ集団疎開。
- 1947年（昭和22年）4月1日 - 学制改革により、大阪市立小路小学校に改称。
- 1950年（昭和25年） - 在日韓国・朝鮮人児童を対象にした民族学級を設置。
- 1953年（昭和28年）11月 - 創立80周年記念式典挙行。
- 1965年（昭和40年）11月13日 - 本校正門完成。
- 1974年（昭和49年）11月 - 創立100周年記念式典挙行。
- 1987年（昭和62年）6月30日 - 講堂兼体育館及びプール改築工事完了。
- 1994年（平成6年）11月27日 - 創立120周年記念式典挙行し、記念行事と祝賀会開催。
- 2001年（平成13年）1月20日 - 小路小学校民族学級開設50周年記念式典挙行。
- 2003年（平成15年）11月 - 創立130周年記念・新校舎竣工記念式典挙行し、記念行事・祝賀会開催。
- 2010年（平成22年）11月28日 - 小路小学校民族学級開設60周年記念式典挙行。
- 2013年（平成25年）11月15日 - 創立140周年記念式典挙行し、祝賀会開催。

### この節の出典
- 小路小学校沿革（学校ホームページ内）

## 通学区域
- 大阪市生野区 小路1丁目-3丁目の全域、小路東1丁目・2丁目・4丁目のそれぞれ一部。
卒業生は大阪市立東生野中学校に進学する。

## 交通
- 地下鉄千日前線 小路駅 西へ約200m。
- 近鉄大阪線・奈良線 今里駅 南東へ約800m。

## 著名な卒業生
- 大西宏幸（衆議院議員）
- 東野圭吾（小説家）